# Voltjok
Voltjok (russisk: Волчок) er en russisk spillefilm fra 2009 af Vasilij Sigarev.

## Medvirkende
- Polina Plutjek
- Jana Trojanova
- Veronika Lysakova
- Marina Gaptjenko
- Galina Kuvsjinova